# Gran Teatro Nacional (México)
El Gran Teatro Nacional fue un teatro de la Ciudad de México. Se construyó en 1844, su demolición tuvo lugar en 1904 y llegó a ser uno de los de mayor aforo en México y América Latina en el siglo XIX.

## Etapas de la historia del teatro

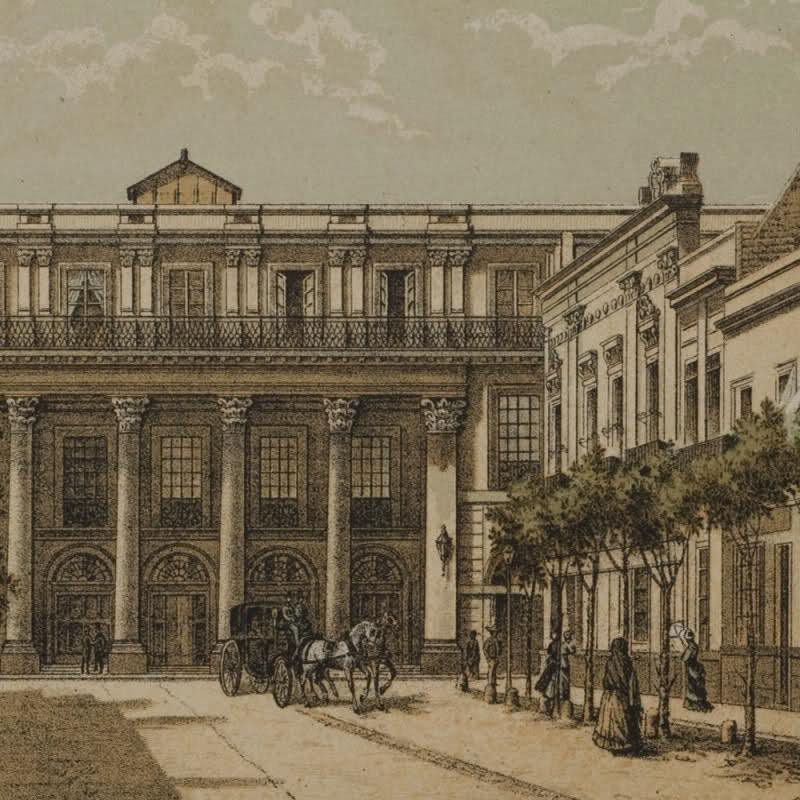
El Gran Teatro Nacional de México, en un grabado del

El teatro fue construido entre 1840 y 1844 por Lorenzo de la Hidalga en la Ciudad de México. Estaba ubicado, cerrando la Avenida Cinco de Mayo a lo largo de la calle de Vergara, hoy Bolívar). El Teatro Nacional de México tuvo un aforo de 2 395 butacas; es decir, 999 butacas más que las 1 396 de la Sala Principal del actual Palacio de Bellas Artes.
Los historiadores lo consideran la obra arquitectónica más importante en la Ciudad de México entre la terminación de la Catedral Metropolitana y la construcción del Palacio de Bellas Artes.[cita requerida] El Gran Teatro Nacional se inauguró durante el régimen de Antonio López de Santa Anna. Su nombre cambió sucesivamente, llamándosele Gran Teatro de Santa Anna, Gran Teatro Vergara, Gran Teatro Imperial y, por último, Gran Teatro Nacional.[cita requerida]

### Gran Teatro de Santa Anna

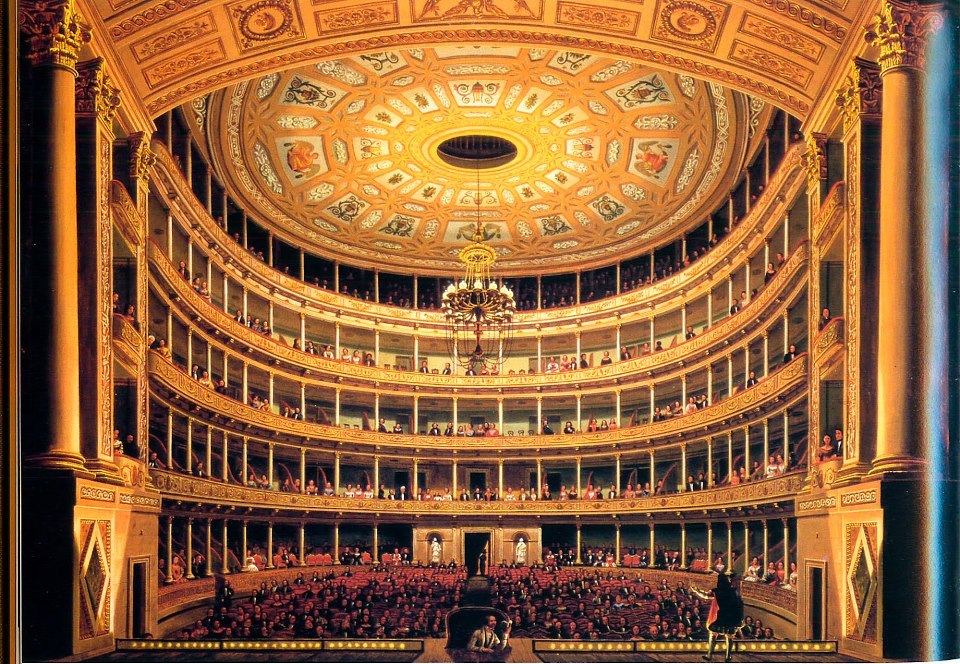
Pietro Gualdi: Interior del Teatro Santa Anna (Gran Teatro Nacional de México).

### Gran Teatro Vergara
Tan sólo en la temporada de ópera de 1852 se presentaron 17 títulos y se ofrecieron más de 60 representaciones.[cita requerida]

### Gran Teatro Imperial
Durante el Segundo Imperio Mexicano, por órdenes de Maximiliano de Habsburgo el teatro cambió de nombre a Gran Teatro Imperial. En esa época fue dirigido por el dramaturgo español José Zorrilla.[cita requerida]

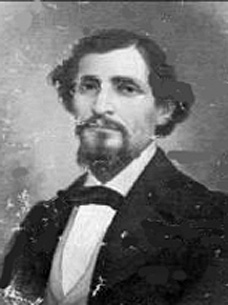
Cenobio Paniagua (1821–1882)

En esta época se da el escándalo relacionado con el estreno de la ópera Ildegonda, de Melesio Morales, que finalmente se estrenó el 27 de enero de 1866. La ópera estaba lista, cuando un grupo de notables, entre los que se encontraban los señores don José Urbano Fonseca y don José Ignacio Durán, se apersonaron con el empresario del Gran Teatro Imperial, don Annibale Biacchi, a fin de que se estrenara en ese teatro la ópera de Melesio Morales. El empresario contestó que no pondría en escena una obra de un mexicano que perjudicara sus intereses. Al respecto, Manuel Mañón escribió lo siguiente:

La contestación dada por Biacchi indignó grandemente a los citados señores, así como a un grupo numeroso de músicos, diletantes y personas distinguidas que formaban la prestigiada sociedad denominada "Club Filarmónico", quienes después de toda clase de inútiles tentativas, polémicas en la prensa. etc., resolvieron presentarse en el Gran Teatro Imperial la noche del 14 de noviembre (de 1865), en los momentos en que cantaba "Un baile de máscaras", haciendo su aparición acompañados de un gran número de alumnos de la Escuela de Bellas Artes, y durante el primer entreacto, secundados por casi la totalidad del público, pidieron a gritos y por medio de un cartelón, que desplegaron en la barandilla de la galería, la representación de "Ildegonda". Fue tal el escándalo que se produjo impidiendo la continuación de la ópera de Verdi, que el empresario Biacchi se vio obligado a salir a escena para manifestar que estaba dispuesto a complacer al público, estrenando la obra del maestro Morales. Aplacóse entonces aquél, y pudo continuarse entonces la representación de "Un baile de máscaras", pero al día siguiente Biacchi, por medio de un manifiesto, censuró al público su actitud, al secundar al grupo que inició el escándalo en el teatro. En dicho manifiesto también hacía graves cargos al Ministerio de Gobernación del emperador Maximiliano, en virtud de que se le había asignado una subvención de cinco mil pesos que no había percibido, y que atendiendo a ella había contratado en Europa a la eminente diva Ángela Peralta, viéndose en la imposibilidad de cumplir su compromiso por no haber recibido la citada subvención. Entonces el Ministerio le hizo saber a Biacchi, que por las economías se había suprimido el subsidio ofrecido, pero el Emperador tomó cartas en el asunto y dio orden de que se hiciera efectiva al empresario Biacchi la suma acordada, con cargo a la lista civil del Imperio (...) el sábado 27 de enero, una vez que hubo recibido el empresario Biacchi la subvención del gobierno imperial y obtenido del Emperador el compromiso de cubrir el déficit que hubiera en contra del maestro Morales por tres representaciones de su ópera "Ildegonda", contraídas en $6,000.00, estrenóse dicha ópera, constituyendo un clamoroso éxito para su autor, que fue coronado por la Peralta en medio de entusiastas aclamaciones del público.

### Gran Teatro Nacional
Después de la muerte de Maximiliano de Habsburgo y la restauración de la República, el teatro se rebautizó como Gran Teatro Nacional.[cita requerida]

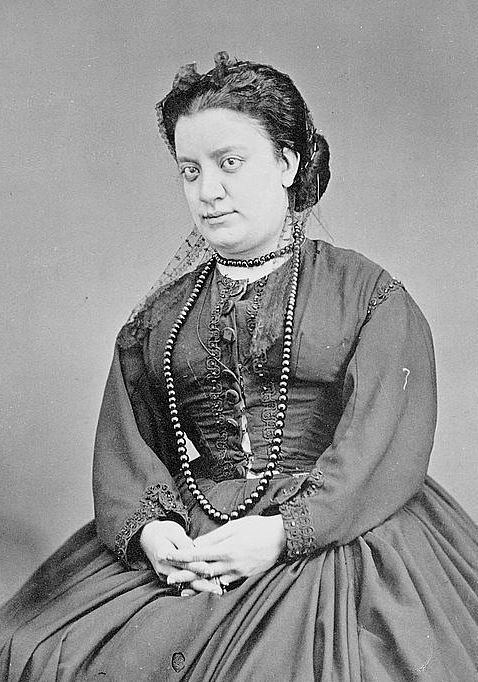
Ángela Peralta

En esta época se realizó en este teatro el estreno absoluto de la ópera Cleopatra, de Melesio Morales escribe Mañón:

El sábado 14 de noviembre (de 1891), ante numerosisima concurrencia que estaba impaciente por conocer la obra del autor mexicano Melesio Morales, se representó al fin, "Cleopatra". El éxito fue excelente. En el primer acto gustó mucho el concertante, y al ser aplaudido se llamó a escena al autor, aclamándolo. Después, un terceto del bajo, tenor y el barítono, que le valió a Morales un nuevo aplauso y llamada, y todavía se le ovacionó al final del acto. En el segundo, el aria de la soprano ligera Giuseppina Mussiani. La artista tuvo que repetir el allegro de aquel trozo, muy delicado, inspirado y difícil. Aunque el tercero y cuarto acto parecieron un poco cansados y con deficiencias en la parte coral, todavía se aplaudieron algunos números y se llamó al foro al maestro Morales. En el último acto, o sea el cuarto, el tenor Rawner cantó admirablemente un aria en que lució sus hermosos agudos. Los cantantes todos demostraron mucho empeño en estudiar esta obra y la interpretaron lo mejor que pudieron, lo que contribuyó no poco a su éxito. El vestuario estuvo bueno y las decoraciones, encargadas a Italia, bellísimas y algunas de gran mérito. Se dió "Cleopatra" varias veces y el sábado 2 a beneficio del autor mexicano, que recibió magníficas coronas, además tuvo el gusto de ver que se escogió esta noche, para que en el escenario del Teatro Nacional le fuera entregada una medalla de oro a su hijo Julio Morales, medalla que había sido ofrecida para el mejor Himno Patriótico en un concurso organizado por el periódico "La Patria", habiendo resultado vencedor este joven hijo del laureado maestro

### Demolición

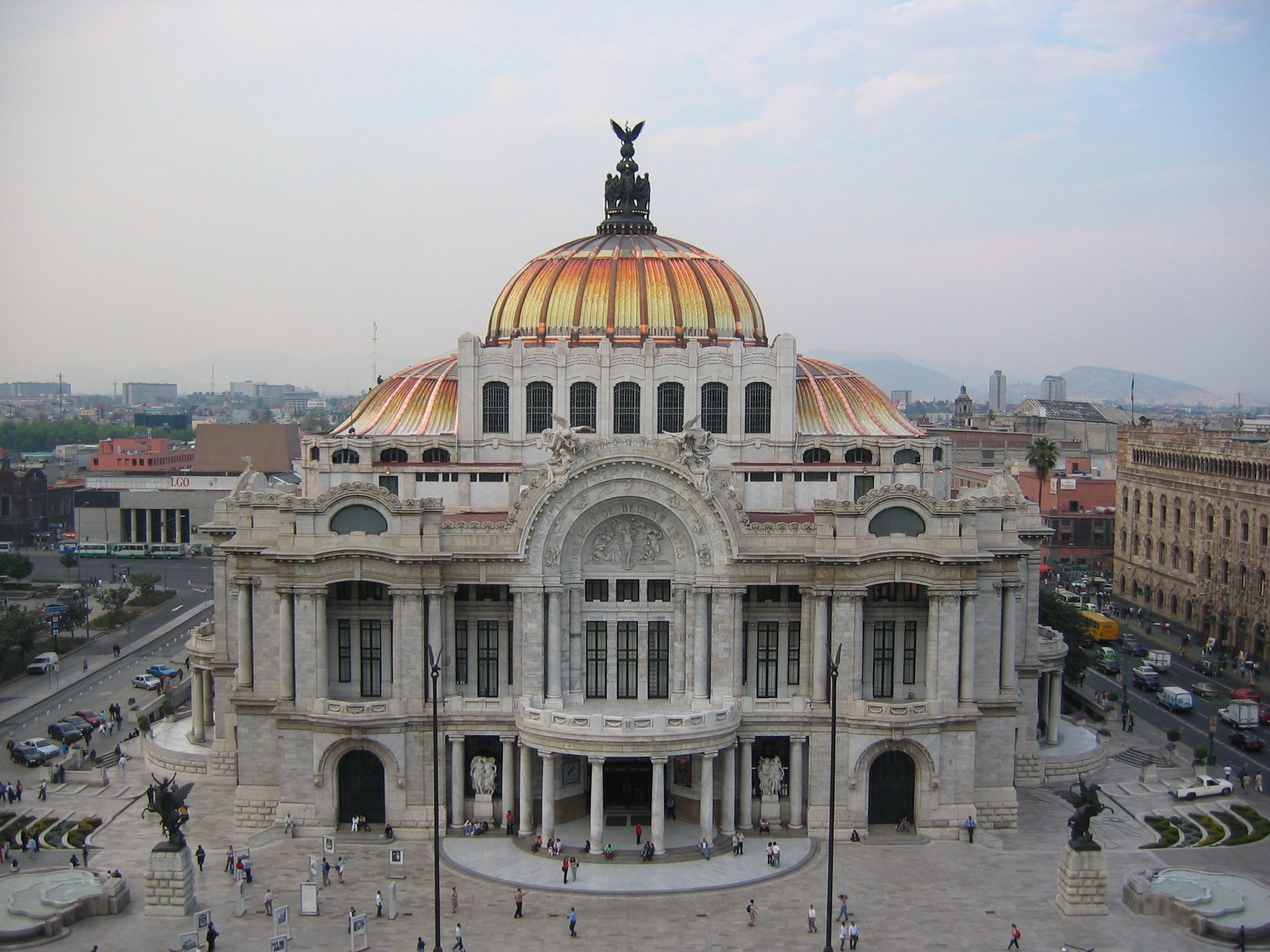
El Gran Teatro Nacional iba a ser reemplazado por el Palacio de Bellas Artes en 1904, pero empezó a funcionar en 1934.

El Gran Teatro Nacional fue demolido entre 1900 y 1901, para prolongar la avenida Cinco de Mayo. Su demolición se justificó porque se decía que sería reemplazado por el Palacio de Bellas Artes, cuya construcción se inició en 1904, pero cuya obra se interrumpió por la Revolución mexicana, y se inauguró finalmente en 1934. En los años que median entre la destrucción del Gran Teatro Nacional y la inauguración del Palacio de Bellas Artes, las funciones de ópera se daban en el Teatro Principal y en el Teatro Abreu.[cita requerida]

## Óperas estrenadas de modo absoluto en el Gran Teatro Nacional de México
- 1859: Catalina de Guisa, ópera en tres actos de Cenobio Paniagua.
- 1863: Romeo y Julieta, ópera de Melesio Morales.
- 1864: Agorante, rey de la Nubia, ópera de Miguel Meneses.
- 1866 (27 de enero): Ildegonda, ópera en tres actos de Melesio Morales.
- 1871 (9 de febrero): Don Quijote en la venta encantada, ópera con libreto de A. Garcìa y música de Miguel Planas.
- 1871 (13 de septiembre): Guatemotzin, ópera en un acto de Aniceto Ortega de Villar con el tenor Enrico Tamberlick y la soprano Ángela Peralta.
- 1877: Gino Corsini, ópera en cuatro actos de Melesio Morales.
- 1891: Cleopatra, ópera en cuatro actos de Melesio Morales.